# Unterwasserpfad

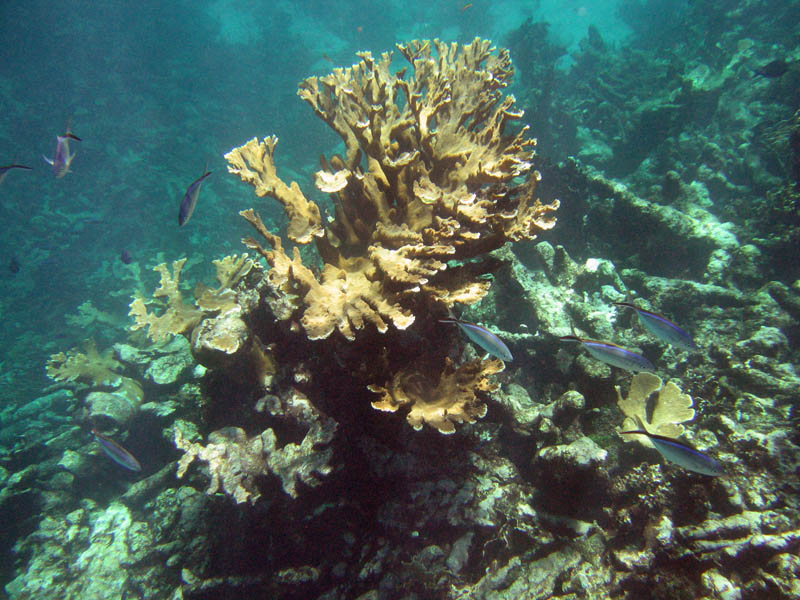
Der weltweit erste Unterwasserpfad im Buck Island Reef (gegründet 1958)

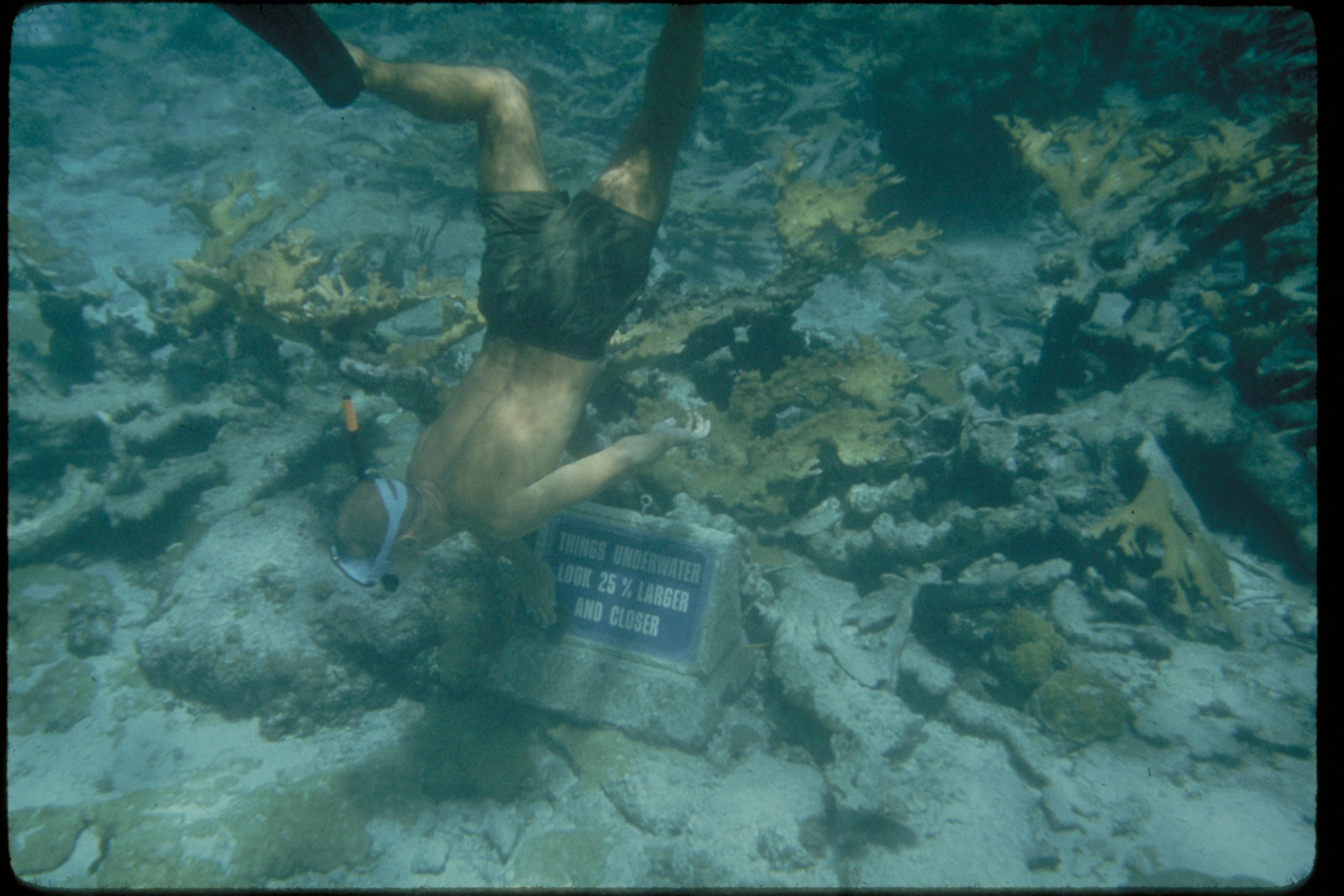
Schnorchler am Unterwasserpfad im Buck Island Reef

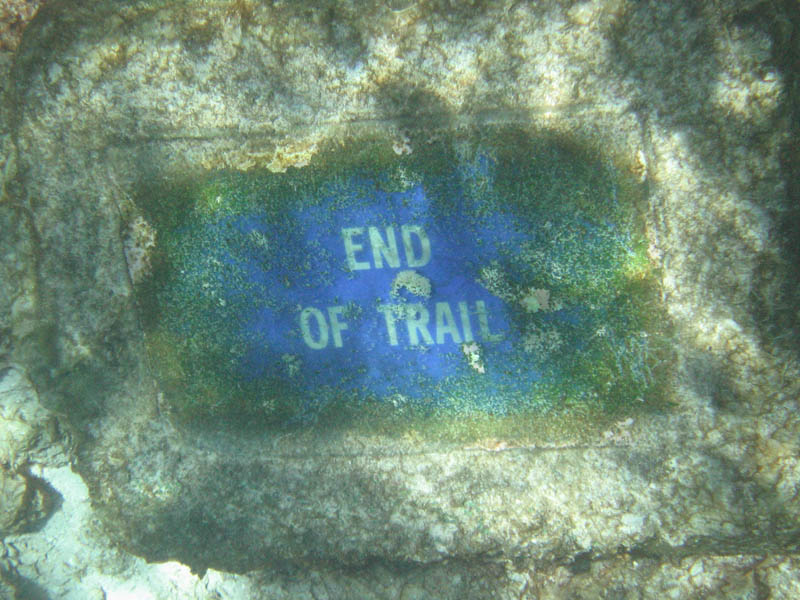
Unterwasserschild am Buck-Island-Reef-Pfad

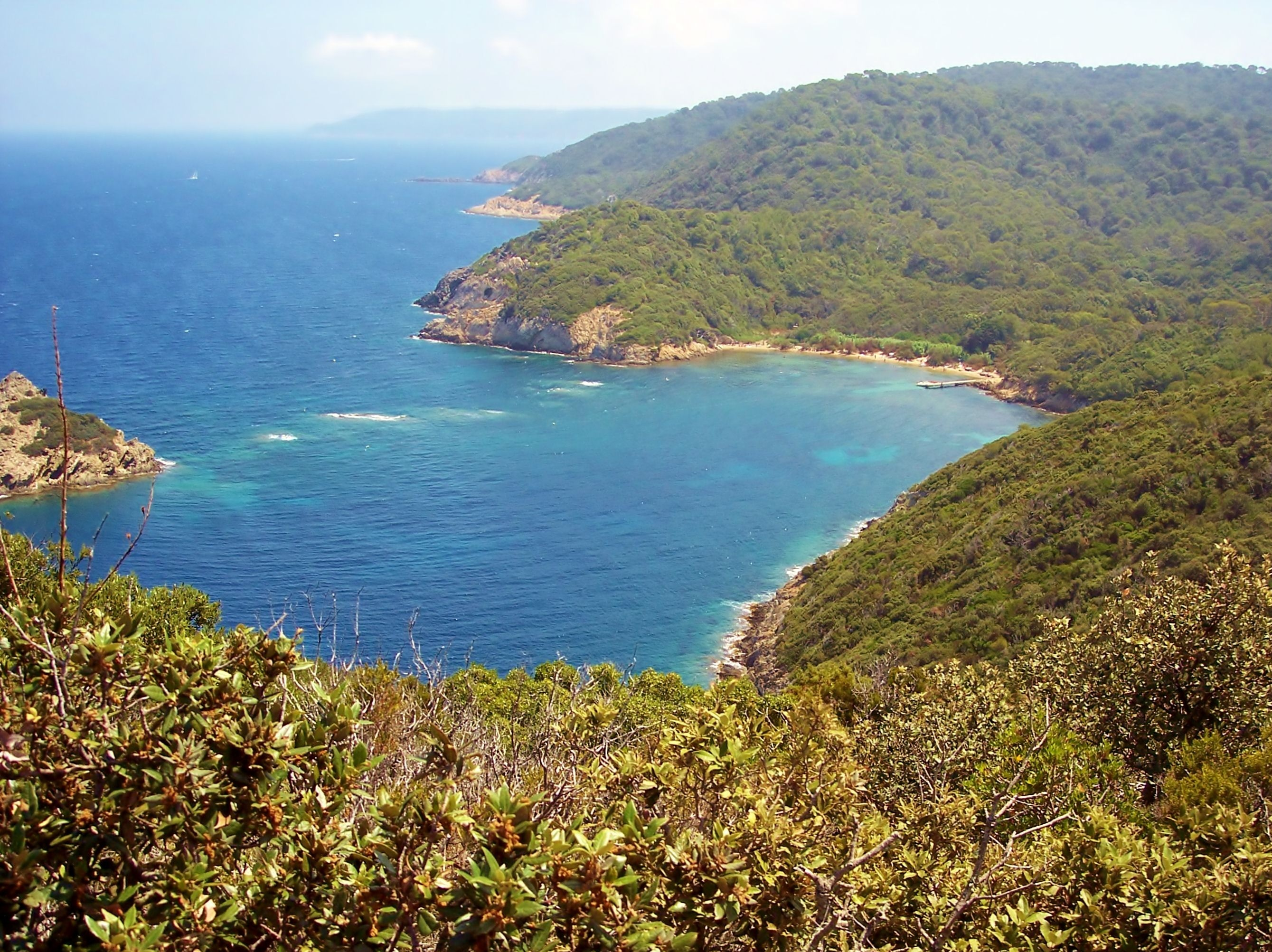
In der Bucht von Palud (Port-Cros) wurde der erste Unterwasserpfad des Mittelmeeres angelegt (1978)

Ein Unterwasserpfad (auch Unterwasserlehrpfad) ist ein in Küstennähe an der Meeresoberfläche (0 bis −10 m) angelegter Lehrpfad zur Erkundung der Tier- und Pflanzenwelt in einer markierten, beschilderten und gesicherten Umgebung, gewöhnlich in einem Meeresschutzgebiet. Dazu ist eine entsprechende Ausrüstung (Maske, Schnorchel und Taucherflossen) erforderlich. Neben reinen Naturpfaden gibt es auch gemischte Formen von Unterwasserpfaden, die zusätzlich eine archäologische Komponente wie ein Schiffswrack und/oder eine Kunstausstellung unter Wasser umfassen.

## Geschichte
Der weltweit erste Unterwasserpfad entstand 1958 im Buck Island Reef auf den Amerikanischen Jungferninseln. Es folgte der Trunk Bay Underwater Trail vor St. John, beide im Virgin Islands National Park gelegen. 1978 wurde auf der Insel Port-Cros der erste Unterwasserlehrpfad im Mittelmeer eröffnet. Es folgten zahlreiche weitere an der französischen Mittelmeerküste und anschließend weltweit. Der erste Unterwasserpfad Deutschlands entstand 2012 bei Rerik an der Ostseeküste. Seitdem wurde im deutschsprachigen Raum erst ein weiterer in Kühlungsborn angelegt.
Unterwasserpfade weisen in der Regel nur eine Länge von wenigen Hundert Metern auf. Der 2016 eröffnete North West Highlands Snorkel Trail vor der schottischen Küste erstreckt sich jedoch offiziell über eine Länge von 160 km, auf der neun Haltepunkte verteilt sind.
Vereinzelt werden Unterwasserpfade auch in Seen angelegt, wie der 2018 eröffnete Emerald Bay Maritime Heritage Trail im Lake Tahoe, der erste Unterwasserpfad Kaliforniens. Auf diesem sind verschiedene Arten von Schiffswracks zu besichtigen.
In Miami wird seit 2023 für Schnorchler ein sieben Meilen langes künstliches Riff aus Skulpturen verschiedener Künstler geschaffen. Dazu gehören u. a. 22 aus Beton geformte Autos auf dem Meeresboden mit dem Titel Traffic Jam (Verkehrsstau). Das Projekt wird von der Stadt mit 5 Millionen US-Dollar aus einem Fonds für Kunst und Kultur unterstützt.

## Nutzen
Ein Unterwasserlehrpfad kann als Outdoor-Labor betrachtet werden, das direkte Interaktionen zwischen den Besuchern und der Unterwasserflora und -fauna ermöglicht. Er gilt aus ausgezeichnetes Mittel zur Umwelterziehung. Er eignet sich besonders gut auch für größere Gruppen wie Schulkinder und lässt sich leicht in Unterrichtsprojekte einbeziehen. Die auf dem Unterwasserausflug erhaltenen Informationen erweitern die biologischen und ökologischen Kenntnisse der Besucher, steigern ihr Umweltbewusstsein und führen sie zu einem verantwortungsvolleren Verhalten. Allerdings kann er auch zu geringfügigen Umweltschäden führen, wenn Besucher Korallen oder andere Tiere mit den Händen oder Flossen berühren. Eine entsprechende Anweisung und Kontrolle der Besucher sind daher besonders wichtig. Sozio-ökonomische Auswertungen im Jahr 2010 der Unterwasserpfade an der französischen Mittelmeerküste ergaben, dass ihr monetärer Wert bei rund 650.000 € pro Jahr lag und immer weiter ansteigt. Sie werden entweder durch die öffentliche Hand und/oder durch Besuchergebühren finanziert. Die Kosten hängen stark davon ab, ob auch geführte Touren angeboten werden. Oft werden Unterwasserpfade von ehrenamtlichen Mitarbeitern betreut.